# Hesperosuchus
Hesperosuchus foi um gênero de crocodilos terrestres pré-históricos bem menores e bastante diferentes dos atuais. Viveram no Arizona e no Novo México durante o período triássico, da era mesozóica e serviam de alimento para dinossauros carnívoros como o Coelophysis.